# Alibeyköyspor
El Alibeyköyspor es un equipo de fútbol de Turquía que juega en la Liga Aficionada de Turquía, la quinta división nacional.

## Historia
Fue fundado en el año 1950 en la capital Estambul como Adalet Gençlik Kulübü y sus colores eran rojo y blanco gracias al aporte de Sureyya Ilmen. En 1951 inicia su participación en los torneos de la capital y en 1958 logra el ascenso a la primera división.
Un año después es uno de los equipos fundadores de la Superliga de Turquía, ahora como liga profesional, pero también es uno de los primeros equipos descendidos en la historia de la liga. En 1971 pasa a llamarase Alibeyköy Adalet SK y sus colores pasaron a ser naranja y azul, y en 1980 pasaron a llamarse Alibeyköyspor, jugando en cinco temporadas en la TFF Primera División entre 1980 y 1985, aunque después de eso pasaron entre la tercera y el fútbol aficionado.

## Entrenadores
- Rebii Erkal (1951-1952)
- Şeref Görkey (1952-1954)
- Şeref Görkey (1958)
- Musa Sezer (1958-1959)
- Halil Özyazıcı (1959-1960)
- Bülent Giz (1982-1983)
- Ali Eren (1988-1995)
- Sefer Karaer (1995-1996)
- Ali Seçkin (1996-1997)
- Ali Eren (1997-1999)
- Armağan Turhan (1999)
- Kamuran Gazi (2001)
- Armağan Turhan (2001-2002)
- Yakup Kaptan (2003)
- Adnan Dinçer (2003-2004)
- Kamuran Gazi (2004-2005)
- Turhan Özyazanlar (2005-2007)
- Ali Beykoz (2007)
- Ümit Birol (2007-2008)
- Cemşir Muratoğlu (2008)
- Mesut Demiroviç (2009-2010)
- Kamuran Gazi (2011)
- Yakup Kalafat (2011-2012)
- Metin Aydemir (2012-2013)
- Metin Kaygın (2013-2015)
- Zeki Ersoy (2015-2016)
- Ertuğrul Yiğit (2016-2017)
- Zeki Ersoy (2017-2018)
- Deniz Kolgu (2018)
- Erdoğan Yılmaz (2018)
- Adem Mandıralı (2018)
- Metin Kaygın (2019-2020)

## Temporadas
- Süper Lig: 1958-1960
- 1. Lig: 1980-1985
- 2. Lig: 1970-1980, 1985-1989, 1999-2001, 2007-2009
- 3. Lig: 2001-06, 2009-2010, 2018-2019
- Bölgesel Amatör Lig: 2010-2011, 2017-2018, 2019-
- Amatör Lig: 1960-70, 1989-1999, 2011-2017